# Абдужаббаров, Садык
Сады́к Абдужабба́ров (каз. Садық Әбдіжаппаров; 15 июля 1925 — 30 июля 2004) — Герой Советского Союза, участник Великой Отечественной войны.

## Довоенная биография
Садык Серьекович Абдужаббаров родился 15 июля 1925 года в селе Кзыл-Арык ныне Южно-Казахстанской области Казахской ССР (по другим данным — в ауле Жузумдук (Жүзімдік) ныне Байдибекского района Южно-Казахстанской области Республики Казахстан). Происходит из племени ысты.
Садык Абдужаббаров воспитывался в детском доме, окончил среднюю школу.

## Участие в Великой Отечественной войне
Садык Абдужаббаров был призван в ряды РККА в январе 1943 года, а в боях на фронтах Великой Отечественной войны принимал участие с сентября 1943 года.
Красноармеец Садык Абдужаббаров особо отличился в ходе операции «Багратион»:
В составе штурмовой группы красноармеец Садык Абдужаббаров 25 июля 1944 года форсировал реку Западная Двина в районе посёлка городского типа Бешенковичи Витебской области БССР. В бою за плацдарм на реке Западная Двина Садык Абдужаббаров пулемётным огнём уничтожил до тридцати гитлеровцев и одну огневую точку. В результате этого боя гитлеровцы отступили, что способствовало штурмовой группе занять выгодный рубеж и создать всей 71-й гвардейской стрелковой дивизии условия для переправы.
Указом Президиума Верховного Совета СССР от 22 июля 1944 года за образцовое выполнение боевых заданий командования на фронте борьбы с немецко-фашистскими захватчиками и проявленные при этом мужество и героизм гвардии красноармейцу Садыку Абдужаббарову присвоено звание Героя Советского Союза с вручением ордена Ленина и медали «Золотая Звезда».

## Послевоенная биография
Старший лейтенант Садык Абдужаббаров в 1945 году вышел в запас.
В КПСС Садык Абдужаббаров вступил в 1949 году.
В 1954 году Садык Абдужаббаров окончил юридический факультет Московского государственного университета.
Садык Абдужаббаров работал в органах государственной безопасности в городе Алма-Ате, где и умер 30 июля 2004 года.

## Награды
- Медаль «Золотая Звезда» Героя Советского Союза (22.07.1944) № 4158 [4][5]
- Орден Ленина (22.07.1944) № 19265
- Орден Отечественной войны I степени
- Орден Славы III степени (21.07.1944)[6]
- Медаль За победу над Германией в Великой Отечественной войне 1941—1945 гг. (09.05.1945)[7]

## Память
- Мемориальная доска в городе Алма-Ата